# فرانسيسكو أنتونيز
فرانسيسكو أنتونيز (بالإسبانية: Francisco Antúnez)‏ (مواليد 1 نوفمبر 1922) هو لاعب كرة قدم. يلعب مع منتخب إسبانيا لكرة القدم. سبق له أن لعب في كأس العالم لكرة القدم مع منتخب بلاده.

## روابط خارجية
- فرانسيسكو أنتونيز على موقع الاتحاد الدولي (مؤرشف)  (الإنجليزية)
- فرانسيسكو أنتونيز على موقع قاعدة بيانات كرة القدم.إي يو (الإنجليزية)
- فرانسيسكو أنتونيز على موقع ناشيونال فوتبول تيمز (الإنجليزية)
- فرانسيسكو أنتونيز على موقع Soccerway.com (الإنجليزية)
- فرانسيسكو أنتونيز على موقع عالم كرة القدم.نت (الإنجليزية)